# Карпатска Украйна
Карпатска Украйна (на украински: Карпатська Україна) е кратко съществувала непризната държава, провъзгласена на 15 март 1939 г. в град Хуст на територията на едноименната автономна област, влизаща тогава в състава на Втората чехословашка република. Непризнатата държава просъществува точно един ден – до 16 март, когато унгарските войски навлизат в град Хуст (по други данни – до 18 март, когато Унгария окупира цялата територия на Карпатска Украйна).

## История
До 1918 г. територията на Карпатска Украйна е включена в Австро-Унгарската империя. На 1 януари 1919 г. в Хуст, 420-те делегати на Всенародното събрание на украинците единодушно решават присъединяването на Закарпатието към Украинската народна република. На 4 юни 1920 г., в съответствие с Трианонския договор, Закарпатието влиза в състава на Чехословакия като една от четирите „земи“ на тогавашната чехословашка държава, под името Подкарпатска Рус (от 26 октомври 1938 г. – „автономна област“ Карпатска Украйна в състава на Втората чехословашка република).

По-късно, след като независима Чехословакия престава да съществува в резултат на Мюнхенското споразумение от 1938 г., територията на автономната Карпатска Украйна е провъзгласена за независима държава със същото име. Неин президент е Августин Волошин. Той веднага изпраща телеграма на Адолф Хитлер:
| „                                      | От името на правителството на Карпатска Украйна Ви моля да приемете под внимание провъзгласяването на независимостта ни под закрилата на германския Райх. | “ |
| Премиер-министър доктор Волошин. Хуст. | |   |

Официална реакция от страна на Германия не последва. На повторното обръщение на правителството на Волошин на 15 март, консулът на Германия в Хуст посъветва „да не се оказва съпротива на унгарската интервенция, тъй като германското правителство в дадената ситуация, за съжаление, не може да приеме Карпатска Украйна за свой протекторат“.
Междувременно унгарското правителство отправя към ръководството на Карпатска Украйна предложение за разоръжаване и мирно влизане в състава на Унгария. В отговор Волошин обявява, че Карпатска Украйна е мирна държава и иска да живее в мир със съседите си, но в случай на нужда да даде отпор на всеки агресор.
Още на следващия ден след обявяването на независимостта, на 16 март Хуст е зает от унгарската армия. По други данни унгарските войски навлизат в Закарпатието още на 14 март, поради което правителството на Карпатска Украйна е принудено да напусне територията на държавата само няколко часа след обявяването на независимостта. На 18 март Унгария окупира цялата територия на Карпатска Украйна.
На отделни места в Карпатска Украйна има партизанска война до средата на април 1939 г.
След Втората световна война, в резултат на споразумението между Чехословакия и СССР през 1945 г., територията на Карпатска Украйна е отстъпена на СССР и преобразувана в Закарпатска област в състава на Украинската ССР.